# Општина Барашти (Олт)
Барашти (рум. Bãrãşti) општина је у Румунији у округу Олт.
Oпштина се налази на надморској висини од 299 m.